# Messene
Messene  (in greco Μεσσήνη?, Messínî o Messénê) è un comune della Grecia situato nella periferia del Peloponneso (unità periferica della Messenia) con 25 859 abitanti secondo i dati del censimento 2001.
A seguito della riforma amministrativa detta Programma Callicrate, in vigore dal gennaio 2011, che ha abolito le prefetture e accorpato numerosi comuni, la superficie del comune è ora di 562 km² e la popolazione è passata da 11 041 a 25 859 abitanti.

## Storia

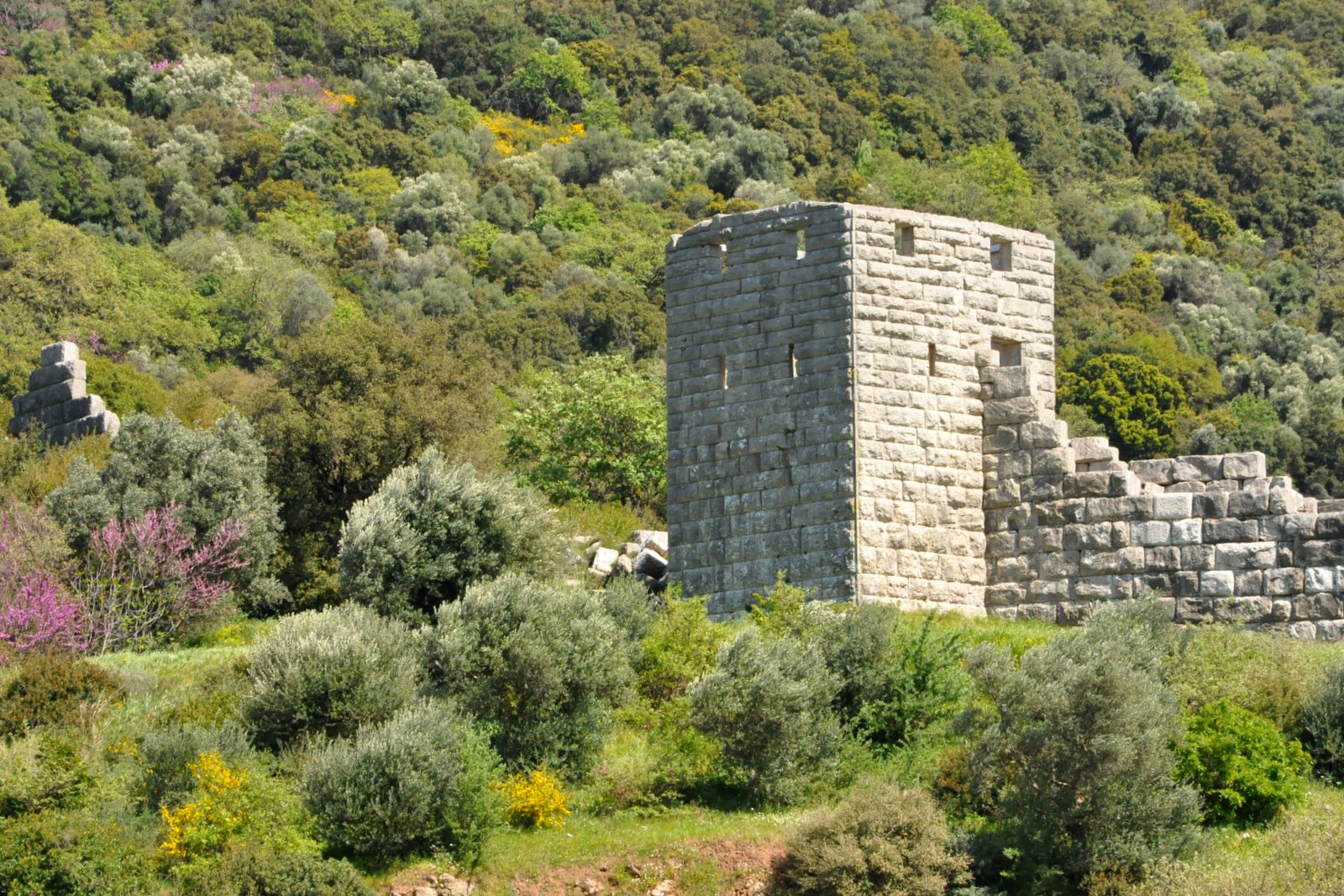
Veduta di una torre del vallo

Nell'antichità fu una città-stato dorica fondata da Epaminonda nel 369 a.C., dopo la battaglia di Leuttra e la prima invasione tebana del Peloponneso. La città antica si ergeva in una posizione equidistante tra il mare, il fiume Neda e la catena montuosa del Taigeto.
Una volta esauritasi l'egemonia tebana, Messene si avvicinò alla Macedonia, ricevendo in cambio aiuti da parte di Filippo II. Nel III secolo a.C. si alleò temporaneamente con gli Etoli per poi unirsi, a partire dal 191 a.C., alla lega achea.
Dopo essersi ribellata agli Achei, che la riconquistarono nel 182 a.C., la città godette di una certa prosperità durante il periodo romano.

## Archeologia
I primi scavi furono effettuati nell'aprile 1829 dalla Spedizione scientifica che accompagnava l'Armata francese nella campagna di Morea. 
Questa, nel mese di attività passato a Messene, rinvenne anzitutto il celebre muro fortificato di Epaminonda in perfetto stato di conservazione, con le sue porte monumentali, una delle quali dotata di  uno straordinario architrave lungo circa 6 metri. Questa  cerchia muraria permise inizialmente di delimitare il sito e di fornire una pianta generale di Messene assai minuziosa e precisa. Si procedette poi alla campagna di scavi vera e propria, scoprendo molti frammenti delle gradinate dello stadio, tamburi e capitelli di colonne, portici, altari, bassorilievi, sculture e iscrizioni (rilevate da Charles Lenormant). Questi scavi permisero alla spedizione di definire piante precise delle fondazioni dei monumenti e anche di disegnare modelli restaurati dello stadio di Messene e del suo Heroon nonché del piccolo teatro o ekklesiasterion. La spedizione non trovò tuttavia molti monumenti, tra cui il gran teatro o la fontana di Arsinoe. 
Oggi della città antica rimangono resti del teatro (di età ellenistica), dello stadio, del tempio dedicato ad Artemide Limnatis e delle mura fortificate; queste ultime rappresentano uno degli esempi meglio riusciti dell'edilizia militare greca. 
 Costruite nel IV secolo a.C. si caratterizzano per la presenza di torri arricchite di feritoie e di quattro porte, tra cui la monumentale Porta d'Arcadia. 
 Da rilevare la presenza di un complesso monumentale costituito da una corte centrale, un doppio colonnato, un tempio dorico, un grande altare ed ambienti per riunioni.
Buona parte dei materiali rinvenuti negli scavi della città antica sono custoditi all'interno del locale museo archeologico.

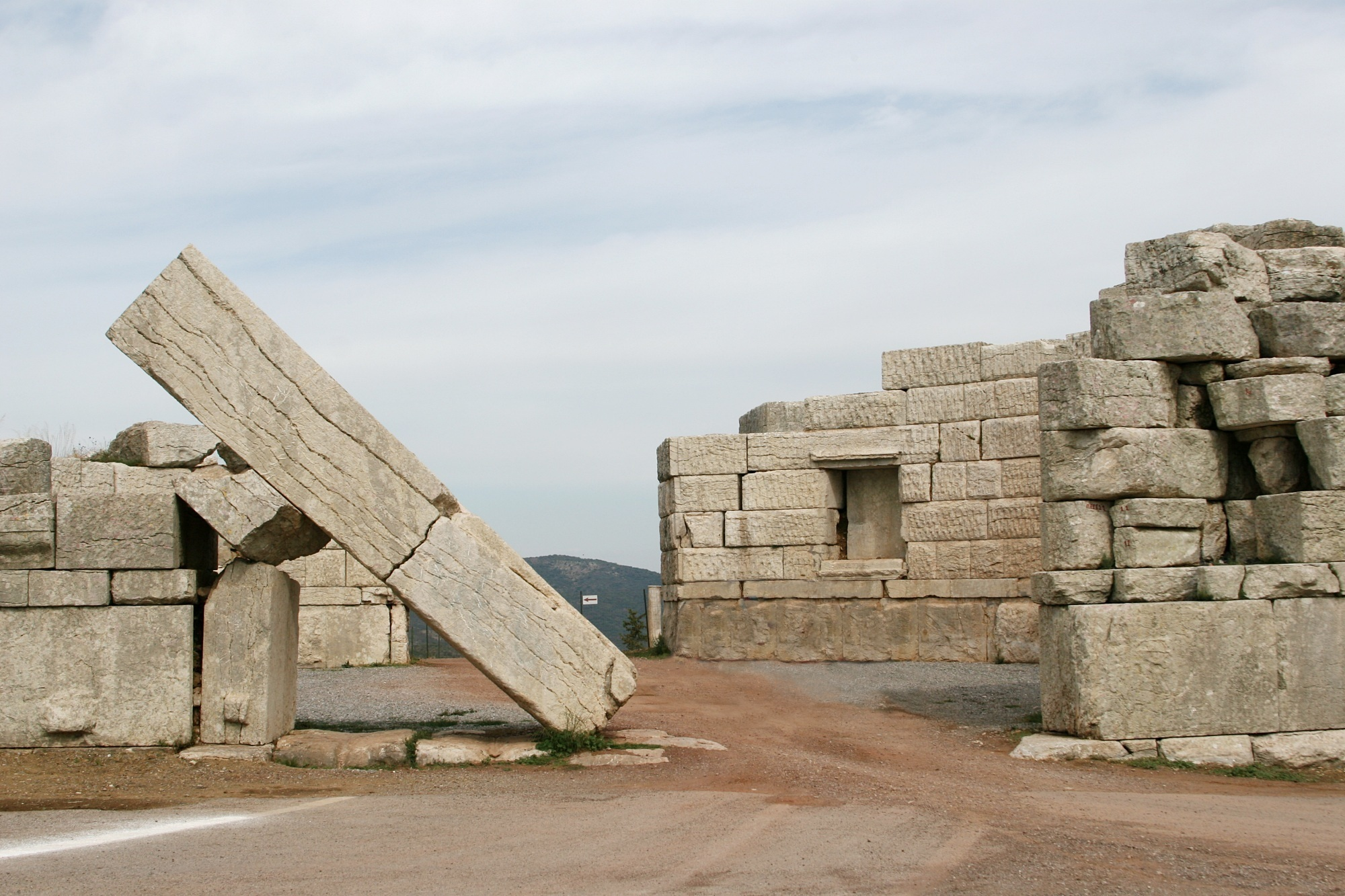
Porta occidentale, detta porta d'Arcadia
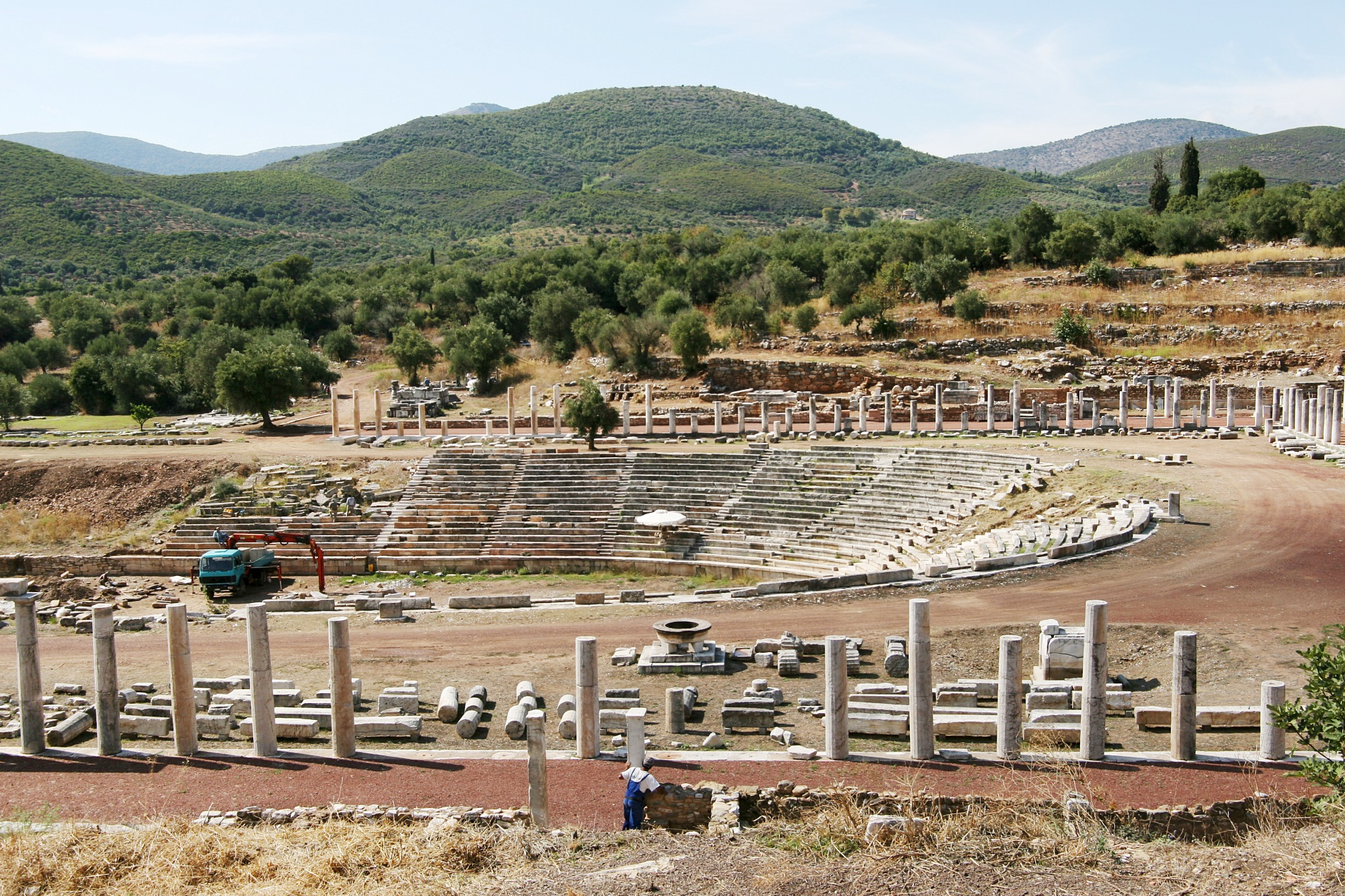
Veduta dello stadio antico
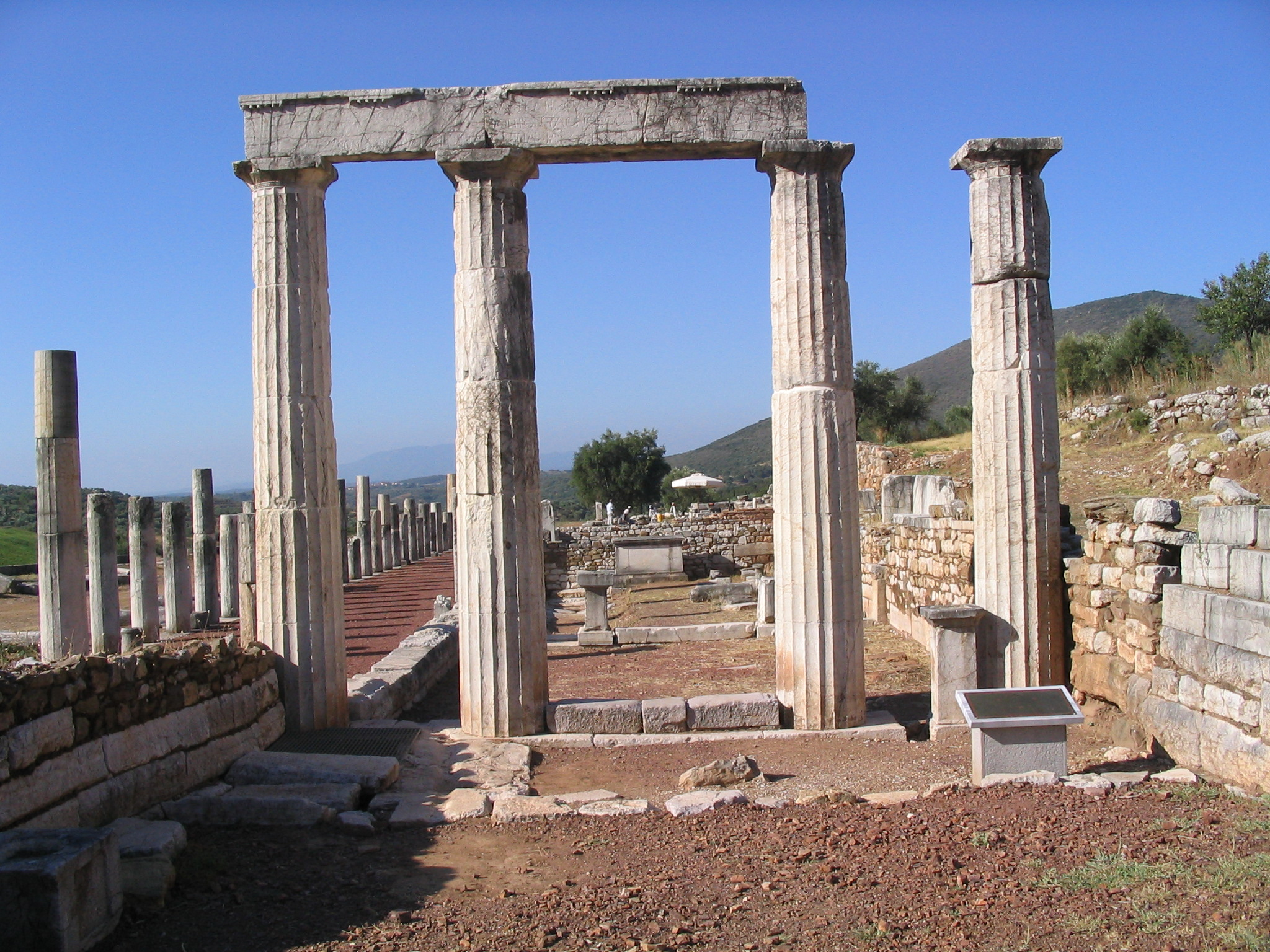
Portico dello stadio antico
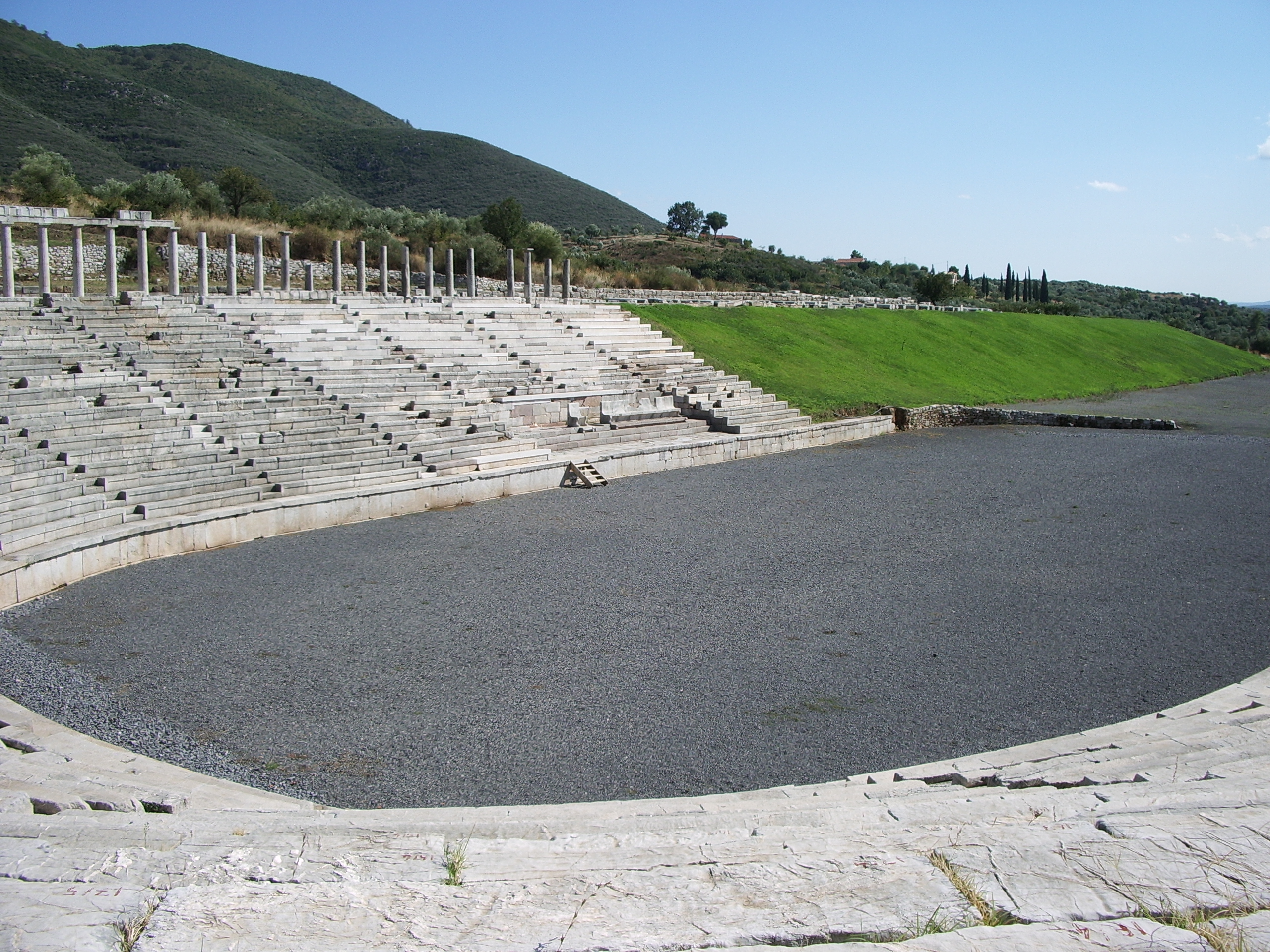
Stadio antico dopo i restauri

## Amministrazione

### Gemellaggi
- Messina, dal 2013[6]